# Pertti Mäkinen
Pertti Mäkinen (Tyrvää, 16 settembre 1952) è un medaglista e scultore finlandese.

## Biografia
Dopo essersi laureato nel 1979 alla Satakunta University of Applied Sciences di Pori, dal 1980 insegna nella stessa università.
Nel 1979 incomincia la sua carriera come medaglista e realizza 18 monete e 30 medaglie.
Nel 1999 ha disegnato la moneta da 1 euro delle monete euro finlandesi con i due cigni selvatici in volo.